# Symplocos serratifolia
Symplocos serratifolia är en tvåhjärtbladig växtart som beskrevs av B. Ståhl. Symplocos serratifolia ingår i släktet Symplocos och familjen Symplocaceae. Inga underarter finns listade i Catalogue of Life.